# Stibeutes hirsutus
Stibeutes hirsutus är en stekelart som beskrevs av Bordera och Hernandez-rodriguez 2004. Stibeutes hirsutus ingår i släktet Stibeutes och familjen brokparasitsteklar. Inga underarter finns listade i Catalogue of Life.